# Ирля
Ирля (баш. Ирлә) — река в России, протекает по территории Башкортостана. Устье реки находится в 1187 км по правому берегу реки Белая. Длина реки составляет 10 км. Количество притоков протяжённостью менее 10 км — 4, их общая длина составляет 8,8 км.

## Данные водного реестра
По данным государственного водного реестра России относится к Камскому бассейновому округу, водохозяйственный участок реки — Белая от водомерного поста Арский Камень до Юмагузинского гидроузла, речной подбассейн реки — Белая. Речной бассейн реки — Кама.
Код объекта в государственном водном реестре — 10010200212111100017188.